# Владимир Давидов
Владимир Николаевич Давидов (псевдоним на Иван Николаевич Горелов) (19 януари 1849 – 23 юни 1925) – руски драматичен артист, Народен артист на Републиката през 1922 г. Играл в Александровския театър в Санкт Петербург. Негови ученици са Христо Ганчев, Кръстьо Сарафов и Атанас Кирчев.

## Роли
- Градоначалникът – „Ревизор“ – Максим Горки;
- Расплюев – „Сватбата на Кречински“ – Александър Сухово-Кобилин;
- Иванов – „Иванов“ – Антон Чехов
- Хльонов – „Горещо сърце“ – Александър Островски
- Милонов – „Гора“ – Александър Островски
- Фирс – „Вишнева градина“ – Антон Чехов
- Чебуткин – „Три сестри“ – Антон Чехов
- Сорин – „Чайка“ – Антон Чехов